# Erik Miltopaeus
Erik Miltopaeus, född 9 juni 1718, död 3 juni 1784 i Åbo, var en svensk borgmästare. 
Erik Miltopaeus var son till Erik Miltopaeus och Anna Maria Jonasdotter Lostierna. Erik Miltopaeus var verksam som borgmästare i Ekenäs, i dagens Finland, och avled i Åbo i sviterna av flussfeber i 1784. Han var gift med Elisabet Katarina De Laval och de hade sex barn.
Vid riksdagen 1765–1766 var Erik Miltopaeus en av femton ledamöter i den stora deputationens tredje utskott som utredde frågan om tryckfrihet. Miltopaeus var, tillsammans med två andra borgmästare, representanterna för borgerskapet i utskottet.